# Richard Alff (Jurist, 1943)
Richard Alff (* 23. Februar 1943 in Simbach am Inn) ist ein deutscher Jurist. Von 1999 bis 2002 war er Bundeswehrdisziplinaranwalt und von 2003 bis 2008 Präsident des Militärischen Abschirmdienstes (MAD).

## Leben
Alff wurde nach dem Abitur Soldat auf Zeit und Hauptmann der Reserve. Er studierte Rechtswissenschaft in Köln und Heidelberg. In Heidelberg wurde er Mitglied der Studentenverbindung ATV Hasso-Rhenania im Akademischen Turnbund (ATB). 1968 legte er die erste Prüfung und 1971 die zweite Staatsprüfung ab. 1972 trat er in die Bundeswehrverwaltung ein und wurde zunächst Hilfsdezernent bei der Wehrbereichsverwaltung V in Stuttgart. Von 1974 bis 1984 war er Referent im Bundesministerium der Verteidigung (BMVg), anfangs im Referat VI I 1 (Soldatengesetz) und VR II 2 (Verfassungsrecht). Von 1984 bis 1989 war er Abteilungsleiter im Amt für den Militärischen Abschirmdienst und ab 1989 wieder im BMVg als Referatsleiter im Stab Kontrolle und Steuerung in Sicherheitsangelegenheiten. Von 1991 bis 1995 war er Referatsleiter ES (Ermittlung in Sonderfällen) und von 1996 bis 1996 Unterabteilungsleiter VR II (Allgemeine Rechtsangelegenheiten, Rechtspflege) und anschließend bis 1999 Unterabteilungsleiter PSZ II (Ziviles Personal). Ab dem 1. September 1999 war er bis 2002 Bundeswehrdisziplinaranwalt und von 2003 bis 2008 Präsident des Militärischen Abschirmdienstes (MAD).
Alff war überdies Autor des Gesetzeskommentars des Soldatengesetzes, das heute durch Alexander Poretschkin und Ulrich Lucks bearbeitet wird.
Alff ist verheiratet und hat eine Tochter.

## Schriften
- Soldatengesetz. Kommentar. Begründet von Werner Scherer, 7., neu bearbeitete Auflage, Vahlen, München 2002, ISBN 3-8006-2042-1.